# 차세대 발사체
차세대 발사체 또는 KSLV-III는 2030년 첫 발사가 예정되어 개발 중인 대한민국의 중형 리프트 발사체로, 개발 사업에는 총 사업비 2조원이 투입된다. 대한민국 최초의 달 착륙선인 KLLR의 수송을 맡게 될 예정이다.

## 역사

### 계획
2018년 2월, 과학기술정보통신부는 국가우주위원회를 개최하여 제3차 우주개발진흥기본계획을 발표하였다. 발사체 분야에서는 자력 발사 서비스 기반 구축을 위해 2021년부터 2025년까지 1단계로 한국형 발사체를 기반으로 발사 서비스 생태계 육성, 2026년부터 2030년까지 2단계로 국내 위성발사 양산 체계를 통한 가격 경쟁력 확보 계획을 수립하였다. 또한 소형과 대형으로 양극화되는 발사 수요 등을 고려하여 확보된 한국형 발사체 기술을 다양한 크기의 발사체로 확장하는데 2025년부터 2030년까지 500kg이하의 소형 위성 수요증가에 대비, 한국형 발사체(1.5t) 기술을 경제성을 갖춘 소형 발사체 플랫폼으로 연계 확장하고 2030년부터 2040년까지 저궤도 대형위성, 정지궤도위성(3t 이상) 등 다양한 우주 임무 수행 관련 국내 수요가 풍부할 경우 대형 발사체 플랫폼 관련 기술을 확보하는 계획을 수립하였다.
2022년 11월 29일, 과기정통부는 국가연구개발사업평가 총괄위원회를 열고 '차세대 발사체 개발사업'의 예비타당성조사를 통과시켰다. 2023년부터 2032년까지 2조 132억 원을 들여 차세대 발사체를 개발하기로 하였다.
2024년 3월, 누리호 체계종합기업인 한화에어로스페이스가, 정부가 발주한〈차세대 발사체 개발 사업 발사체 총괄 주관 제작〉 사업에서 기술 능력 적합성 평가를 통과하며 우협상대상자로 선정되었다.

### 형태 전환
2025년 2월, 대한민국 우주항공청은 차세대 발사체를 재사용 발사체 형태로 개발하기로 하고 연구개발(R&D) 사업을 개편하기 위한 절차인 과기정통부 과학기술혁신본부 특정평가를 밟겠다는 계획을 밝혔다. 알려진 바에 따르면, 우주청은 사업 변경 계획으로 메테인 엔진 기반의 발사체를 개발하여 추후 재사용화하는 1안과 함께 기존 차세대 발사체 방식인 케로신(등유) 방식의 100t 엔진 2기를 보태는 2안을 제시하였다. 하지만 다음달 열린〈2025년 제3회 국가연구개발사업평가 총괄위원회〉에서 차세대 발사체 개발사업의 특정평가 대상 여부를 논의한 결과, 대상으로 선정되지 않았다.
2025년 5월, 우주청은 개발사업 계획 변경을 위해 지난 2일 기획재정부에 사업계획 적정성 재검토 심사를 신청하는 등 재사용 발사체로 전환하기 위한 예타 조사 사업 변경 절차를 밟았다.

## 설계
차세대 발사체(KSLV-III)는 1.8t의 우주선을 달까지, 1t의 우주선을 화성까지 보낼 수 있다. 2단으로 개발된다. 차세대 발사체의 1단은 100t급 액체엔진(다단연소사이클 엔진) 5기를 한 데 묶은 클러스터링 방식으로 구성된다. 또 2단은 여러번 점화가 가능한 10t급 엔진 2기를 묶는다. 특히 스페이스X의 팰컨9처럼 여러번 재사용할 수 있도록 만들 계획이다. 차세대 발사체는 유럽이 개발중인 아리안 넥스트와도 상당히 흡사하다.
2021년 6월 개발된 누리호와 비교하면, 종합적인 추진 성능에서 차세대 발사체가 더 앞선다. 누리호의 1단 추력은 75t급 액체엔진 4기가 만들어내는 300t이지만, 차세대 발사체의 추력은 500t이다. 또한, 독자 우주정거장 건설이나 달 착륙선의 조립이 가능하다. 메테인 엔진, 수소 엔진, 발사체 재사용 연구, 고체 부스터 등 개발 초기 단계였던 기술도 차세대 발사체 프로젝트에서 담당하는 것으로 되어 있다.
차세대 발사체는 추진력을 만드는 방식도 진보했는데, 다단연소사이클 방식은 누리호의 엔진 방식보다 연소 효율을 10% 높일 수 있다. 특히 재점화와 추력 조절이 가능하다. 스페이스X의 발사체처럼 향후 재사용 발사체로 개량이 쉬운 연소 방식이다. 또한, 팰컨9의 가스발생기 사이클보다 10% 연소효율이 높다.
| 모델         | KSLV-I          | KSLV-II         | KSLV-III     |
| ------------ | --------------- | --------------- | ------------ |
| 다른이름     | 나로호          | 누리호          | 차세대발사체 |
| 길이         | 33.5m           | 47.2m           | 52~54m       |
| 무게         | 140톤           | 200톤           | 370톤        |
| LEO 페이로드 | 100kg           | 3.3톤           | 10톤         |
| 최초발사     | 2013년 1월 30일 | 2022년 6월 21일 | 2030년       |
| 1단추력      | 170톤           | 300톤           | 500톤        |
| 2단추력      | 8톤             | 75톤            | 20톤         |
| 3단추력      | -               | 7톤             | -            |
| 개발비용     | 8천억원         | 2조원           | 2조원        |

과기부는 한국항공우주연구원(KARI) 주도로 개발하였던 나로호·누리호와 달리 체계종합기업과 함께 차세대 발사체의 공동 설계에 들어갈 예정이라고 설명하였다. 체계종합기업은 설계·제작·조립·시험·발사 등 전 과정에 참여하게 될 예정으로, 발사체 기술의 '민간으로의 확산'이라는 의미가 있다.
한화에어로스페이스 관계자는 "항우연의 축적된 역량과 국내 300여 개 업체의 기술, 한화의 우주사업에 대한 열정으로 추가 발사에 성공해 대한민국의 우주산업을 한 단계 도약시키겠다"고 밝혔다.

## 임무
차세대 발사체의 가장 중요한 임무는 달 착륙선 수송이다. 차세대 발사체는 1.8t 중량의 물체를 달로 보낼 수 있다. 발사체는 총 3회 발사될 예정인데, 주요 계획은 다음과 같다.
- 2030년: 달 궤도 투입을 시험하는 '성능검증위성' 수송
- 2031년: 달 착륙선 예비 모델 발사
- 2032년: 달 착륙선 최종 모델 발사

달 착륙선 예비 모델은 월면 탐사장비를 싣지 않아 달 착륙만을 하게 된다. 2032년 발사가 계획되어 있는 최종 모델에는 다양한 탐사 장비가 실릴 예정이다.

## 아리안 넥스트
항우연은 누리호 개발 당시에도 아리안의 설계사상을 상당히 도입하였다. 유럽(ESA)이 개발중인 재사용 발사체(아리안 넥스트)는, 그 설계 방식과 개발 일정에 있어서 한국의 차세대 발사체와 매우 흡사하다. 유럽과 한국 모두 스페이스X의 펠컨9을 추종하는 재사용 발사체를 개발할 예정이다. 유럽은 메테인을 연료로 하는 프로메테우스 엔진(추력 100t급) 7-9기를 클러스터링하여 메인 1단으로 사용할 예정이다. 한국은 케로신을 연료로 하는 KRE-100(추력 100t급) 5기를 클러스터링하여 메인 1단으로 사용할 것이다. 유럽과 한국 모두 기본형, 부스터 장착형(유럽은 액체부스터, 한국은 고체부스터), 그리고 메인 1단 엔진을 부스터로 하여 펠컨 헤비와 같이 최대 확장형 형태로 운용하는 바리에이션을 각각 개발할 예정이다. 유럽과 한국 모두 2030년대 초에 개발을 완료할 예정이다.

## 같이 보기
- 팰컨 5
- 대한민국의 우주 개발